# Paul Newman
Paul Leonard Newman (Shaker Heights, 26 gennaio 1925 – Westport, 26 settembre 2008) è stato un attore e regista statunitense.
Nella sua lunga carriera Newman vinse tre Oscar, sette Golden Globe e un Emmy Award, oltre a ricevere una stella sull'Hollywood Walk of Fame e altri riconoscimenti. Assieme a Ennio Morricone, Charlie Chaplin, Henry Fonda, Spike Lee e Laurence Olivier, detiene il singolare primato di aver ricevuto prima l'Oscar alla carriera e poi come vincitore tra i candidati (per Il colore dei soldi).

## Biografia

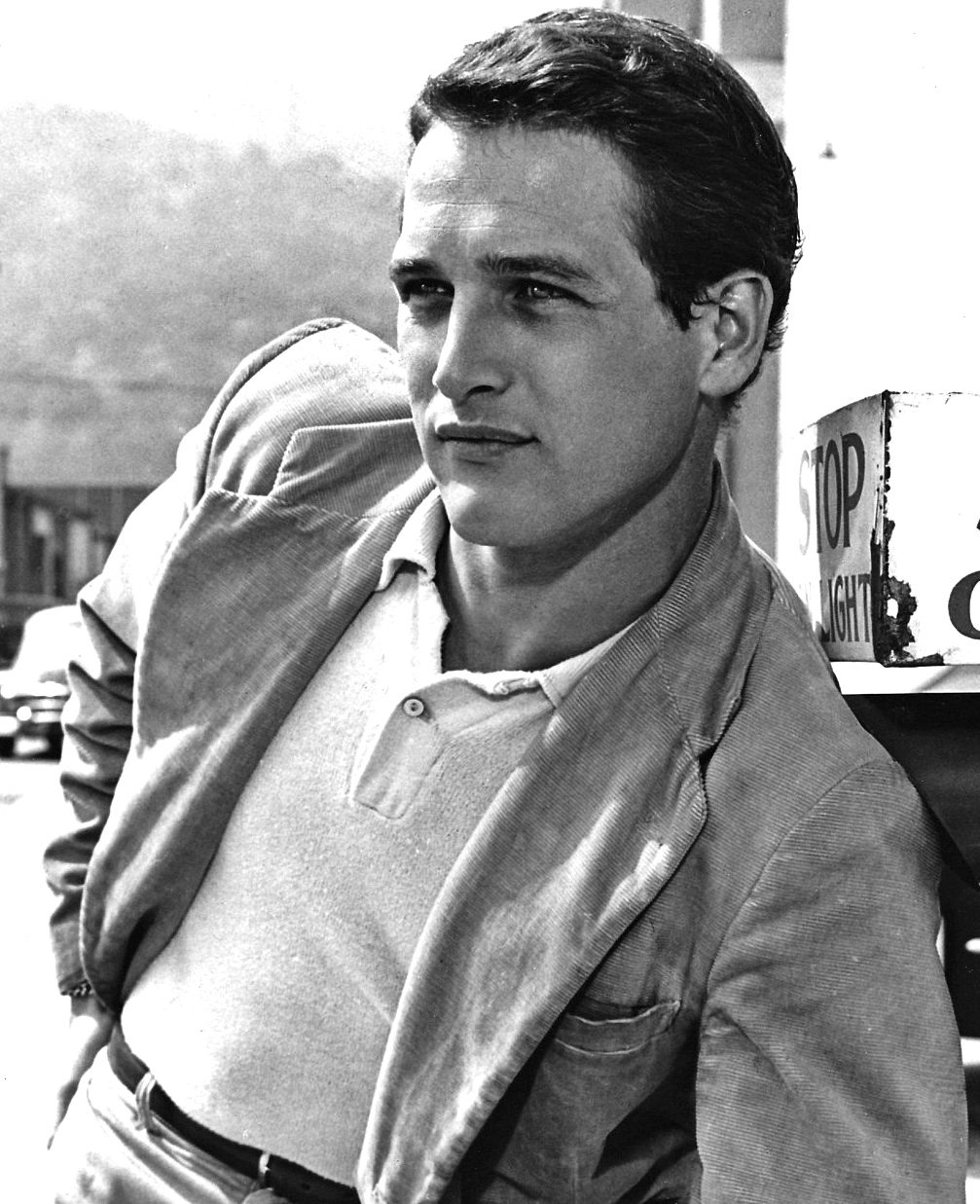
Paul Newman in un'immagine promozionale per l'uscita de Il calice d'argento (1954), suo primo film

Cresciuto a Shaker Heights, nei pressi di Cleveland (in Ohio), figlio di Arthur (morto nel 1950), proprietario di un grande negozio di articoli sportivi (che a sua volta era figlio di genitori ebrei: madre ungherese e padre tedesco) e Theresa Garth, emigrante slovacca, Paul Newman si arruolò, appena dopo la High School, nella U.S. Navy Air Corps, l'aviazione della Marina, sperando di diventare pilota, ma il daltonismo da cui era affetto glielo impedì; durante la seconda guerra mondiale prestò servizio nel Pacifico meridionale come marconista e mitragliere nelle squadriglie di siluranti/bombardieri Avenger (1943-1946). Il 6 agosto 1945, proprio mentre era in volo ad alta quota a circa 300 km a sud-ovest di Hiroshima, vide, lontano sull'orizzonte, il bagliore del fungo atomico, esperienza di cui non amava affatto parlare, ma che probabilmente gli rimase impressa.

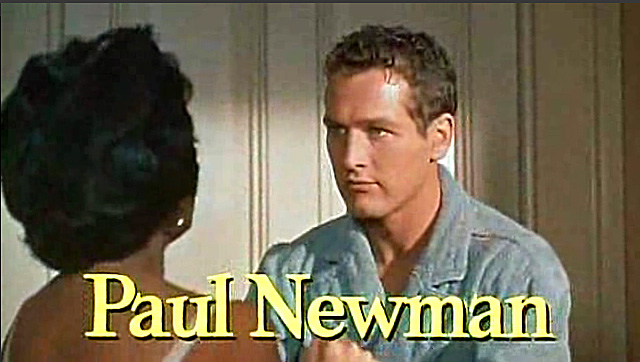
Paul Newman nel trailer del film La gatta sul tetto che scotta (1958)

Nella ripresa economica del dopoguerra, si occupò della gestione della ditta paterna; nel 1949 sposò Jacqueline E. Witte, dalla quale ebbe tre figli: Scott Allan (1950-1978, morto a 28 anni per un'overdose di droghe), Susan Kendall (1953) e Stephanie (1954). Dopo aver frequentato per meno di un anno la scuola d'arte drammatica della Yale University, si iscrisse all'Actors Studio di New York ed esordì nel 1953 in teatro a Broadway in Picnic, opera successivamente resa famosa dall'omonimo film diretto nel 1956 da Joshua Logan.
Il 1954 segnò il suo esordio cinematografico ne Il calice d'argento, ma la sua interpretazione non raccolse grandi lodi. Il periodico The New Yorker, ad esempio, scrisse di lui: "Recita la sua parte con il fervore emotivo di un autista di autobus che annuncia le fermate locali". Paul Newman comprò una pagina di un quotidiano nazionale per chiedere scusa per la sua interpretazione. Due anni più tardi fu meglio accolta la sua interpretazione del pugile Rocky Graziano in Lassù qualcuno mi ama (1956), che lo impose all'attenzione di critica e pubblico.
Il 29 gennaio 1958, a Las Vegas, sposò in seconde nozze l'attrice Joanne Woodward, con la quale rimase fino alla morte; insieme ebbero tre figlie: Elinor "Nell" Teresa (8 aprile 1959), Melissa "Lissy" Stewart (17 settembre 1961), e Claire "Clea" Olivia (1965). Lo stesso anno la moglie ottenne il premio Oscar come migliore attrice per il suo ruolo in La donna dai tre volti e recitò con il marito in Missili in giardino e La lunga estate calda; avrebbero interpretato ancora insieme i film Dalla terrazza (1960), Paris Blues (1961), Il mio amore con Samantha (1963), Indianapolis, pista infernale (1969), Un uomo oggi (1970), Detective Harper: acqua alla gola (1975), sequel di Detective's Story, Mr. & Mrs. Bridge (1990) e la miniserie televisiva Empire Falls - Le cascate del cuore (2005), mentre Newman diresse poi la moglie da regista nei film La prima volta di Jennifer (1968), Gli effetti dei raggi gamma sui fiori di Matilda (1972), Harry & Son (1984), Lo zoo di vetro (1987) e Prima dell'ombra (1980), adattamento televisivo del testo teatrale The Shadow Box di Michael Cristofer.

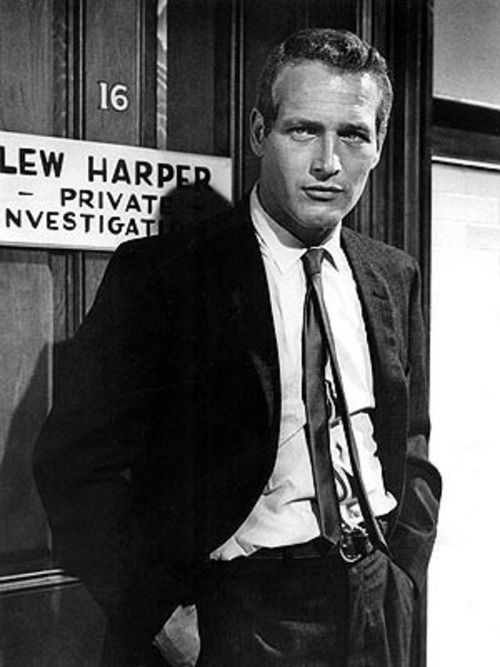
Paul Newman nel film Detective's Story (1966)

Tra la fine degli anni cinquanta e la metà degli anni settanta fu protagonista di alcuni fra i più grandi successi della storia di Hollywood, come La gatta sul tetto che scotta (1958), Exodus (1960), Lo spaccone (1961), Hud il selvaggio (1963), Intrigo a Stoccolma (1963), Il sipario strappato (1966), Nick mano fredda (1967), Butch Cassidy (1969), La stangata (1973), L'inferno di cristallo (1974), Quintet (1979), diventandone una delle stelle più famose di sempre, al punto da essere spesso definito una "leggenda del cinema". Nel 1986 gli fu assegnato l'Oscar alla carriera e, nel 1987, vinse quello al miglior attore protagonista per Il colore dei soldi, sequel de Lo spaccone. Non ritirò personalmente il premio, avendo deciso di non presenziare alla cerimonia, dopo le numerose volte in cui era stato candidato e mai premiato. Nel 1994 ricevette il premio umanitario Jean Hersholt, un particolare premio attribuito per eccezionali contributi a cause umanitarie.

### Automobilismo

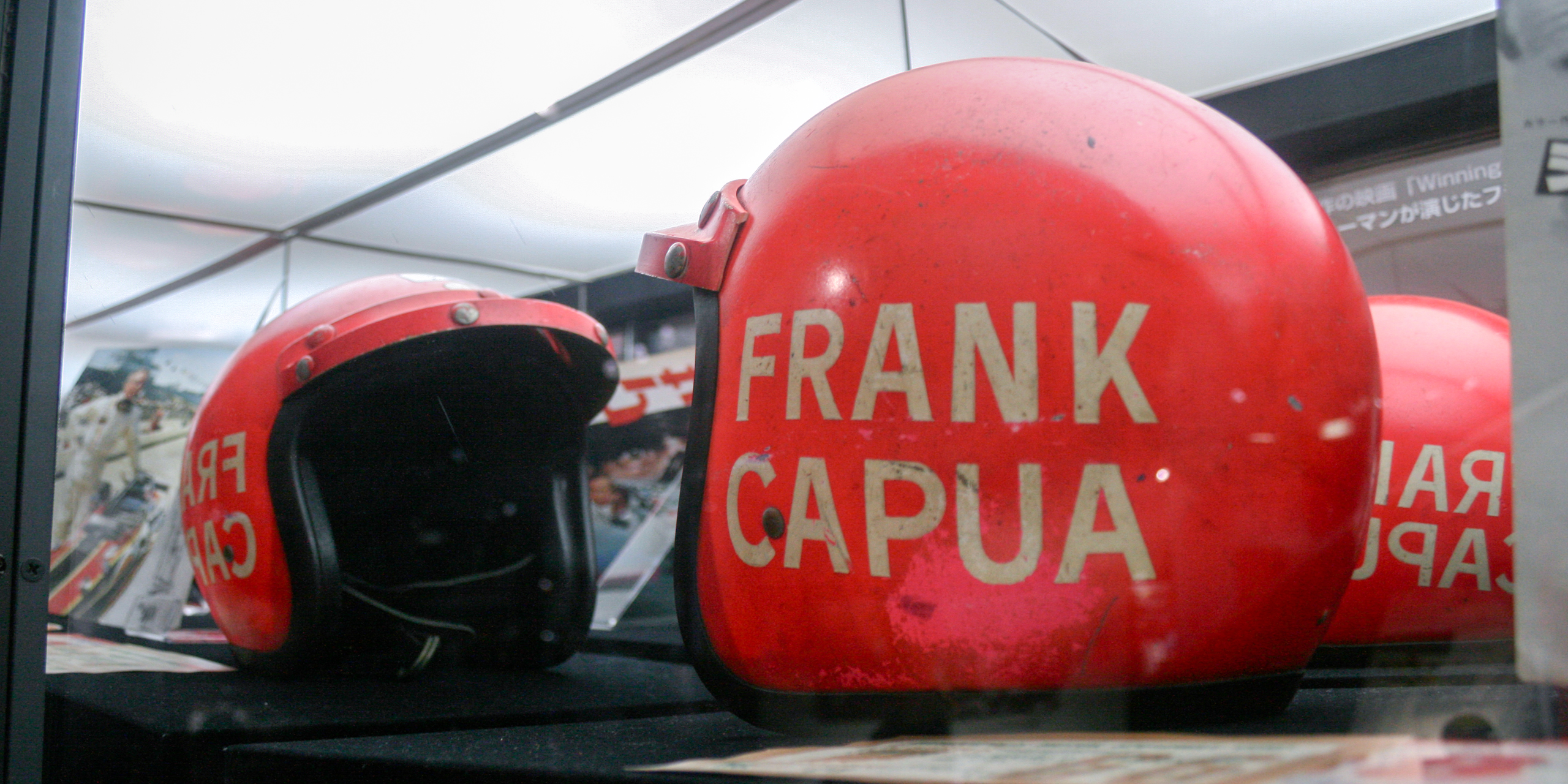
Il casco utilizzato da Paul Newman nelle riprese di Indianapolis pista infernale, il film che fa nascere nell'attore la passione per le corse

Paul Newman si appassionò alle corse automobilistiche dopo aver girato Indianapolis pista infernale (1969), film in cui interpreta Frank Capua, un pilota il cui intenso impegno nelle corse lo porta a trascurare la compagna Elora (Joanne Woodward), fino a trionfare alla 500 Miglia di Indianapolis dopo varie vicissitudini amorose e personali. Parteciparono alle riprese anche i piloti professionisti Bobby Unser, Dan Gurney e Bobby Grim interpretando sé stessi.
Dopo un periodo dedicato all'apprendimento delle tecniche di guida in cui venne istruito da Bob Bondurant, agli inizi degli anni settanta iniziò la carriera di gentleman-driver, ovvero di pilota non professionista, prendendo lunghi periodi di pausa dalle riprese cinematografiche per partecipare alle gare nei circuiti statunitensi, dove si recava in camper con famiglia e amici. A proposito della sua passione per le corse, dichiarò:
(Paul Newman, dal libro Le Mans: 24 ore di corsa, 90 anni di storia)

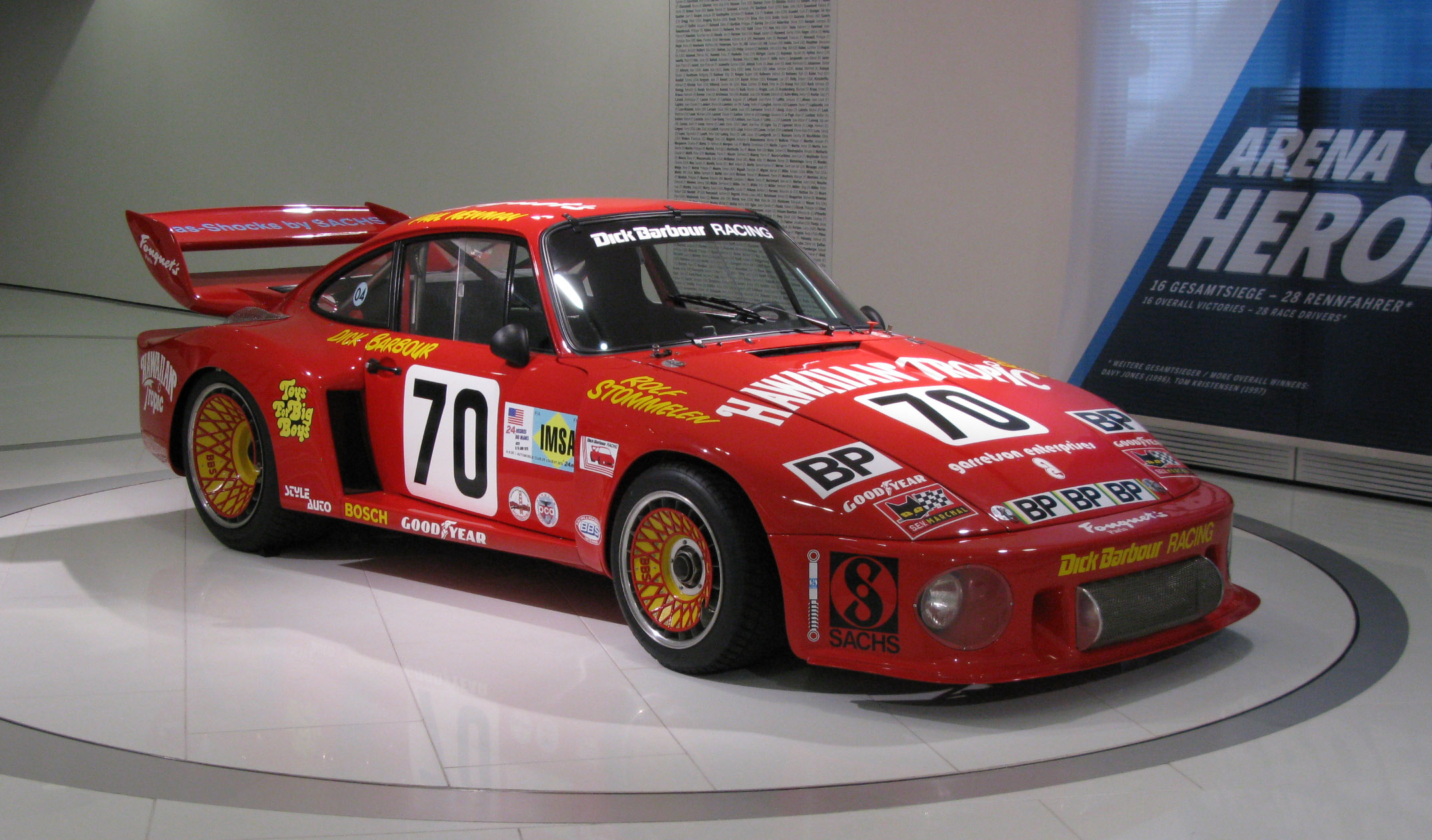
La Porsche 935 pilotata da Newman, Stommelen e Barbour alla 24 Ore di Le Mans del 1979 conclusa al secondo posto assoluto e primi di classe, esposta in un museo

Disputò le prime gare nel 1972, nel Campionato organizzato dallo Sport Car Club of America, al volante di una Lotus Elan e in seguito di una Triumph TR6 con cui vinse il titolo nella categoria D-Production nel 1976, quando gli venne assegnata anche la President's Cup. Negli anni successivi si aggiudicò il titolo nella categoria C-Production nel 1979 e in GT1 nel 1985 e 1986. Partecipò anche al campionato Trans-Am al volante di Datsun 280ZX e Nissan 300ZX, vincendo le gare di Brainerd nel 1982 e Lime Rock nel 1986.
I risultati di maggiore prestigio arrivarono però nelle gare di durata dove guidò anche Ferrari, Porsche e Ford nel Mondiale marche e nei campionati IMSA. Nel 1979 partecipò alla 24 Ore di Le Mans, la più importante e famosa gara della categoria, con una Porsche 935 alternandosi al volante con Dick Barbour, proprietario di macchina e squadra, e Rolf Stommelen, pilota professionista specialista dell'endurance; Newman rimase al volante per poche ore, guidando sia di giorno sia di notte, contribuendo comunque al secondo posto finale e alla vittoria di classe, ottenuti soprattutto per merito del bravissimo Stommelen. Rimarrà la sua unica partecipazione alla maratona francese. Partecipò a numerose edizioni della 24 Ore di Daytona, dove esordì nel 1977 con una Ferrari 365 ottenendo il quinto posto, vincendo poi nella classe GTS-1, terzo assoluto, nel 1995 al volante di una Ford Mustang. Prese il via della classica americana per l'ultima volta nel 2005, a ottanta anni, disputando la sua ultima gara.
Oltre che pilota, è stato titolare di alcune scuderie professionistiche; dal 1978 al 1983 gestì con Bill Freeman un team che partecipava al Campionato CanAm, facendo gareggiare tra gli altri il futuro campione del mondo di Formula 1 Keke Rosberg, e nel 1983 fondò con Carl Haas la squadra Newman-Haas, che con piloti come Mario Andretti e Nigel Mansell vinse oltre cento corse e otto titoli nella Champ Car. Nel 2009 fu inserito nella Sport Car Club of America Hall of Fame.

### La beneficenza

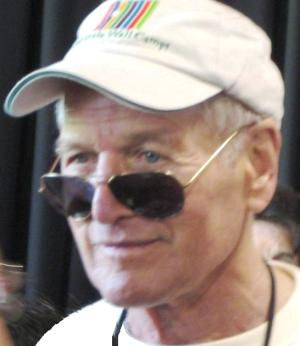
Paul Newman a Washington nel 2007

Insieme allo scrittore Aaron Edward Hotchner, nel 1982 fondò la Newman's Own, un'azienda alimentare specializzata in produzioni biologiche i cui ricavi vengono devoluti in beneficenza per scopi umanitari ed educativi. Con il PEN American Center, la Newman's Own ha finanziato sino al 2006 un premio annuale di 20 000 dollari riservato al cittadino statunitense che abbia più coraggiosamente difeso il "primo emendamento" della costituzione statunitense, relativo alla libertà di espressione, di culto e di stampa.
Nel 1988 fondò l'Associazione "Hole in The Wall Camps", con l'obiettivo di realizzare programmi di terapia ricreativa per bambini gravemente malati; il progetto prese vita in Connecticut, per poi espandersi in Africa ed Europa. In Italia ha visto la realizzazione di Dynamo Camp, una struttura ricreativa rivolta ai bambini e ai ragazzi dai 6 ai 17 anni affetti da gravi patologie. Venuto una prima volta in Italia nel 1963, a Venezia, Newman tornò nel 2007 per inaugurare la sezione italiana della fondazione "Dynamo Camp" a Limestre, in provincia di Pistoia.

### Ultime interpretazioni
Nel 1994 tornò sulle scene cinematografiche col personaggio del cinico industriale di Mister Hula Hoop dei fratelli Coen e, da sempre impegnato sul fronte della beneficenza con la Newman's Own, nello stesso anno fu premiato nella notte degli Oscar per il suo impegno umanitario. Nel 1995 vinse l'Orso d'argento al Festival di Berlino per La vita a modo mio di Robert Benton. Nel 1999 fu tra gli interpreti del film Le parole che non ti ho detto di Luis Mandoki, mentre l'anno seguente fu diretto da Marek Kanievska in Per amore... dei soldi, e nel 2002 interpretò Era mio padre di Sam Mendes.
Il 25 maggio 2007 l'attore dichiarò in un'intervista alla rete televisiva ABC la sua decisione di ritirarsi dalle scene, considerandosi troppo vecchio per continuare a recitare.

### Attivismo politico

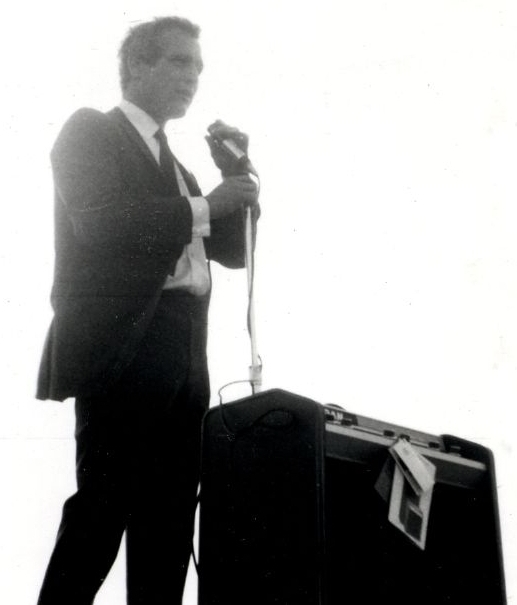
Paul Newman nel Wisconsin per la campagna elettorale del senatore democratico Eugene McCarthy nel 1968

Newman sostenne negli anni sessanta il senatore democratico Eugene McCarthy (da non confondere con Joseph McCarthy del maccartismo). Per il suo impegno, caratterizzato anche da un'attiva partecipazione a messaggi televisivi di propaganda, l'attore fu in seguito incluso da Richard Nixon nella sua "lista di nemici".
Sostenitore del Partito Democratico statunitense, nel 2006 diede il suo sostegno alla campagna di Ned Lamont (che non fu eletto) e finanziò quella presidenziale di Chris Dodd, poi ritiratosi.

### La malattia e la morte
Il 31 luglio 2008 fu ufficializzata la notizia che Newman era affetto da un cancro ai polmoni, diagnosticatogli allo Sloan-Kettering Cancer Center di New York. Secondo il The Sun l'attore sarebbe vissuto solo poche settimane, dopo l'ultimo ciclo di chemioterapia presso il Weill Cornell Medical Center di New York. Dopo aver scelto di interrompere le cure, Newman lasciò l'ospedale per passare gli ultimi giorni con la famiglia nella sua casa di Westport, nel Connecticut, dove morì il 26 settembre 2008, all'età di 83 anni. Dopo un funerale privato, fu cremato e le ceneri custodite dalla famiglia.

## Filmografia

### Attore

#### Cinema
- Il calice d'argento (The Silver Chalice), regia di Victor Saville (1954)
- Lassù qualcuno mi ama (Somebody Up There Likes Me), regia di Robert Wise (1956)
- Supplizio (The Rack), regia di Arnold Laven (1956)
- Quando l'amore è romanzo (The Helen Morgan Story), regia di Michael Curtiz (1957)
- Quattro donne aspettano (Until They Sail), regia di Robert Wise (1957)
- La lunga estate calda (The Long, Hot Summer), regia di Martin Ritt (1958)
- Furia selvaggia - Billy Kid (The Left Handed Gun), regia di Arthur Penn (1958)
- La gatta sul tetto che scotta (Cat on a Hot Tin Roof), regia di Richard Brooks (1958)
- Missili in giardino (Rally 'Round the Flag, Boys!), regia di Leo McCarey (1958)
- I segreti di Filadelfia (The Young Philadelphians), regia di Vincent Sherman (1959)
- Dalla terrazza (From the Terrace), regia di Mark Robson (1960)
- Exodus, regia di Otto Preminger (1960)
- Lo spaccone (The Hustler), regia di Robert Rossen (1961)
- Paris Blues, regia di Martin Ritt (1961)
- La dolce ala della giovinezza (Sweet Bird of Youth), regia di Richard Brooks (1962)
- Le avventure di un giovane (Hemingway's Adventures of a Young Man), regia di Martin Ritt (1962)
- Hud il selvaggio (Hud), regia di Martin Ritt (1963)
- Il mio amore con Samantha (A New Kind of Love), regia di Melville Shavelson (1963)
- Intrigo a Stoccolma (The Prize), regia di Mark Robson (1963)
- La signora e i suoi mariti (What a Way to Go!), regia di J. Lee Thompson (1964)
- L'oltraggio (The Outrage), regia di Martin Ritt (1964)
- Lady L, regia di Peter Ustinov (1965)
- Detective's Story (Harper), regia di Jack Smight (1966)
- Il sipario strappato (Torn Curtain), regia di Alfred Hitchcock (1966)
- Hombre, regia di Martin Ritt (1967)
- Nick mano fredda (Cool Hand Luke), regia di Stuart Rosenberg (1967)
- Guerra, amore e fuga (The Secret War of Harry Frigg), regia di Jack Smight (1968)
- Indianapolis pista infernale (Winning), regia di James Goldstone (1969)
- Butch Cassidy (Butch Cassidy and the Sundance Kid), regia di George Roy Hill (1969)
- Un uomo oggi (WUSA), regia di Stuart Rosenberg (1970)
- Sfida senza paura (Sometimes a Great Notion), regia di Paul Newman (1971)
- Per una manciata di soldi (Pocket Money), regia di Stuart Rosenberg (1972)
- L'uomo dai 7 capestri (The Life and Times of Judge Roy Bean), regia di John Huston (1972)
- L'agente speciale Mackintosh (The Mackintosh Man), regia di John Huston (1973)
- La stangata (The Sting), regia di George Roy Hill (1973)
- L'inferno di cristallo (The Towering Inferno), regia di John Guillermin e Irwin Allen (1974)
- Detective Harper: acqua alla gola (The Drowning Pool), regia di Stuart Rosenberg (1975)
- L'ultima follia di Mel Brooks (Silent Movie), regia di Mel Brooks (1976)
- Buffalo Bill e gli indiani (Buffalo Bill and the Indians, or Sitting Bull's History Lesson), regia di Robert Altman (1976)
- Colpo secco (Slap Shot), regia di George Roy Hill (1977)
- Quintet, regia di Robert Altman (1979)
- Ormai non c'è più scampo (When Time Ran Out...), regia di Irwin Allen (1980)
- Bronx 41º distretto di polizia (Fort Apache the Bronx), regia di Daniel Petrie (1981)
- Diritto di cronaca (Absence of Malice), regia di Sydney Pollack (1981)
- Il verdetto (The Verdict), regia di Sidney Lumet (1982)
- Harry & Son, regia di Paul Newman (1984)
- Il colore dei soldi (The Color of Money), regia di Martin Scorsese (1986)
- L'ombra di mille soli (Fat Man and Little Boy), regia di Roland Joffé (1989)
- Scandalo Blaze (Blaze), regia di Ron Shelton (1989)
- Mr. & Mrs. Bridge, regia di James Ivory (1990)
- Mister Hula Hoop (The Hudsucker Proxy), regia di Joel ed Ethan Coen (1994)
- La vita a modo mio (Nobody's Fool), regia di Robert Benton (1994)
- Twilight, regia di Robert Benton (1998)
- Le parole che non ti ho detto (Message in a Bottle), regia di Luis Mandoki (1999)
- Per amore... dei soldi (Where the Money Is), regia di Marek Kanievska (2000)
- Era mio padre (Road to Perdition), regia di Sam Mendes (2002)

#### Televisione
- Tales of Tomorrow – serie TV, 1 episodio (1952)
- Suspense – serie TV, 1 episodio (1952)
- The Aldrich Family – serie TV (1952-1953)
- You Are There – serie TV, 3 episodi (1953)
- The Web – serie TV, 4 episodi (1952-1953)
- The Joe Palooka Story – serie TV, 1 episodio (1954)
- The Mask – serie TV, 1 episodio (1954)
- Goodyear Television Playhouse – serie TV, 2 episodi (1954)
- Armstrong Circle Theatre – serie TV, 1 episodio (1954)
- Danger – serie TV, 1 episodio (1954)
- Appointment with Adventure – serie TV, 2 episodi (1955)
- The Philco Television Playhouse – serie TV, 1 episodio (1955)
- Producers' Showcase – serie TV, 1 episodio (1955)
- Playwrights '56 – serie TV, 1 episodio (1955)
- The United States Steel Hour – serie TV, 3 episodi (1954-1956)
- The Kaiser Aluminum Hour – serie TV, episodi 1x01-1x10 (1956)
- Playhouse 90 – serie TV, episodio 2x19 (1958)
- Great Performances: Dance in America – serie TV, 1 episodio (1976)
- Freedom: A History of Us – serie TV, 2 episodi (2003)
- Our Town, regia di James Naughton – film TV (2003)
- Empire Falls - Le cascate del cuore (Empire Falls), regia di Fred Schepisi – miniserie TV (2005)

### Regista
- La prima volta di Jennifer (Rachel, Rachel) (1968)
- Sfida senza paura (Sometimes a Great Notion) (1971)
- Gli effetti dei raggi gamma sui fiori di Matilda (The Effect of Gamma Rays on Man-in-the-Moon Marigolds) (1972)
- Harry & Son (Harry & Son) (1984) - anche sceneggiatore
- Lo zoo di vetro (The Glass Menagerie) (1987)

### Doppiatore
- I Simpson – serie TV, episodio 13x05 (2001)
- Magnificent Desolation: Walking on the Moon 3D – cortometraggio (2005)
- Cars - Motori ruggenti (Cars) (2006)
- Carl Attrezzi e la luce fantasma (Mater and the Ghostlight) – cortometraggio (2006)
- The Meerkats – documentario (2008)

## Teatro
- Picnic, di William Inge, regia di Joshua Logan. Music Box Theatre di Broadway (1954)
- The Desperate Hours, di Joseph Hayes, regia di Robert Montgomery. Ethel Barrymore Theatre di Broadway (1955)
- La dolce ala della giovinezza, di Tennessee Williams, regia di Elia Kazan. Martin Beck Theatre di Broadway (1959)
- Baby Wants Kiss, di James Costigan, regia di Frank Corsero. Little Theatre di Broadway (1964)
- Piccola città, di Thornton Wilder, regia di James Naughton. Booth Theatre di Broadway (2002)

## Riconoscimenti
- Premi Oscar
  - 1959 – Candidatura al migliore attore per La gatta sul tetto che scotta
  - 1962 – Candidatura al migliore attore per Lo spaccone
  - 1964 – Candidatura al migliore attore per Hud il selvaggio
  - 1968 – Candidatura al migliore attore per Nick mano fredda
  - 1969 – Candidatura al miglior film per La prima volta di Jennifer
  - 1982 – Candidatura al migliore attore per Diritto di cronaca
  - 1983 – Candidatura al migliore attore per Il verdetto
  - 1986 – Oscar alla carriera
  - 1987 – Migliore attore per Il colore dei soldi
  - 1994 – Premio umanitario Jean Hersholt
  - 1995 – Candidatura al migliore attore per La vita a modo mio
  - 2003 – Candidatura al migliore attore non protagonista per Era mio padre

- Golden Globe
  - 1957 – Migliore attore debuttante
  - 1962 – Candidatura al migliore attore in un film drammatico per Lo spaccone
  - 1963 – Candidatura al migliore attore in un film drammatico per La dolce ala della giovinezza
  - 1963 – Candidatura al migliore attore non protagonista per Le avventure di un giovane
  - 1964 – Candidatura al migliore attore in un film drammatico per Hud il selvaggio
  - 1964 – Henrietta Award
  - 1966 – Henrietta Award
  - 1968 – Candidatura al migliore attore in un film drammatico per Nick mano fredda
  - 1968 – Henrietta Award
  - 1969 – Migliore regista per La prima volta di Jennifer
  - 1983 – Candidatura al migliore attore in un film drammatico per Il verdetto
  - 1984 – Golden Globe alla carriera
  - 1987 – Candidatura al migliore attore in un film drammatico per Il colore dei soldi
  - 1995 – Candidatura al migliore attore in un film drammatico per La vita a modo mio
  - 2003 – Candidatura al migliore attore non protagonista per Era mio padre
  - 2006 – Migliore attore in una mini-serie o film per la televisione per Empire Falls - Le cascate del cuore

### Emmy Award
- 1981: candidatura – Miglior regista per The Shadow Box (1981)
- 2003: candidatura – Miglior attore protagonista per Our Town (2003)
- 2005: Vinto – Miglior attore non protagonista per Empire Falls - Le cascate del cuore (2005)
- 2005: candidatura – Miglior miniserie per Empire Falls - Le cascate del cuore (2005)

### Tony Award
- 2002: candidatura – Miglior attore protagonista in un'opera teatrale per Piccola città

### Festival di Cannes
- 1958: Prix d'interpetation masculine per La lunga estate calda

### Festival del cinema di Berlino
- 1995: Orso d'argento al miglior attore per La vita a modo mio

### Altri premi
- Candidatura ai Blockbuster Entertainment Awards 2000: Miglior attore non protagonista in un film drammatico/romantico per Le parole che non ti ho detto

## Doppiatori italiani
Nelle versioni in italiano delle opere in cui ha recitato, Paul Newman è stato doppiato da:
- Giuseppe Rinaldi in Lassù qualcuno mi ama, Supplizio, Quando l'amore è romanzo, Quattro donne aspettano, La lunga estate calda, Furia selvaggia - Billy Kid, La gatta sul tetto che scotta, Missili in giardino, I segreti di Filadelfia, Dalla terrazza, Exodus, Lo spaccone, Paris Blues, La dolce ala della giovinezza, Hud il selvaggio, Il mio amore con Samantha, Intrigo a Stoccolma, La signora e i suoi mariti, L'oltraggio, Lady L, Detective's Story, Il sipario strappato, Hombre, Guerra, amore e fuga, Indianapolis pista infernale, Un uomo oggi, Per una manciata di soldi, L'agente speciale Mackintosh, La stangata, L'inferno di cristallo, Detective Harper: acqua alla gola, Colpo secco, Bronx 41º distretto di polizia, Diritto di cronaca, Harry & Son, Il colore dei soldi, L'ombra di mille soli, Scandalo Blaze, Mister Hula Hoop, La vita a modo mio
- Cesare Barbetti ne Le parole che non ti ho detto, Per amore... dei soldi, Empire Falls - Le cascate del cuore
- Giancarlo Maestri in Nick mano fredda, L'uomo dai 7 capestri
- Oreste Rizzini in Ormai non c'è più scampo, Il verdetto
- Stefano Sibaldi ne Il calice d'argento
- Carlo Romano ne Le avventure di un giovane
- Pino Locchi in Butch Cassidy
- Stefano Satta Flores in Sfida senza paura
- Gigi Proietti in Buffalo Bill e gli indiani
- Marcello Tusco in Quintet
- Michele Kalamera in Mr. & Mrs. Bridge
- Carlo Sabatini in Twilight
- Renato Izzo in Era mio padre
- Francesco Prando ne Il calice d'argento (ridoppiaggio)
- Massimo Corvo ne L'inferno di cristallo (ridoppiaggio)

Da doppiatore è stato sostituito da:
- Cesare Barbetti in Cars - Motori ruggenti, Carl Attrezzi e la luce fantasma
- Teo Bellia ne I Simpson
- Ugo Pagliai in Cars 3